# Piante transgeniche
Le piante transgeniche sono piante il cui DNA è stato modificato con tecniche di ingegneria genetica allo scopo di apportare miglioramenti o modifiche di una o più caratteristiche. Le piante transgeniche, spesso indicate con il termine più generale di OGM (Organismi Geneticamente Modificati), rappresentano una delle più rilevanti innovazioni apparse nell'ultimo decennio nel settore dei mezzi tecnici agricoli.
Tecnicamente sono definiti organismi transgenici quegli organismi in cui i geni inseriti provengono da specie diverse (ad esempio geni di origine animale inseriti in piante, vedi transgenesi) mentre si indicano come organismi cisgenici quelli in cui si modificano/integrano geni appartenenti alla pianta stessa o a specie correlate.
Nella accezione comune si tende a utilizzare indifferentemente il termine pianta transgenica o OGM per indicare le piante modificate geneticamente trascurando le distinzioni tecniche.

## Il miglioramento genetico tradizionale
La selezione e il miglioramento delle varietà sono praticati da centinaia di anni, prima dai contadini nei campi coltivati e, successivamente, a partire dal XX secolo, nei laboratori e nei campi sperimentali dei genetisti. I metodi convenzionali di miglioramento genetico hanno il limite di non poter prescindere dall'incrocio sessuale seguito da ripetuti reincroci tra progenie e progenitori. Questo metodo, accanto ai caratteri di interesse, trasferisce anche caratteri non voluti. Per esempio, l'inserimento del carattere "seme giallo" in mais ha portato con sé oltre al gene di interesse altri 20 geni che sono oggi presenti in tutte le varietà a seme giallo; cosa siano e cosa facciano questi geni è ancora oggetto di ricerca.
I metodi oggi impiegati per superare la barriera sessuale comprendono sia le colture in vitro (dove per il miglioramento si usano, ad esempio, la fusione di protoplasti, la variazione somaclonale, l'embriogenesi somatica o altre tecniche) sia la mutagenesi (che prevede l'irradiazione di vaste popolazioni vegetali con raggi X, raggi gamma, neutroni lenti e veloci o altri tipi di radiazione, per poi selezionare quegli individui – pochi – che presentano caratteristiche migliorative).
Questi metodi però lasciano ampi spazi al caso e i criteri di selezione sono limitativi e non comprendono la conoscenza di cosa sia realmente mutato a livello genetico negli organismi selezionati. Si è ad esempio scoperto recentemente come tra 2 varietà di mais commerciali circa il 20% dei geni non sia condiviso, indicando come differenze fenotipiche all'apparenza piccole possano tradursi in profonde differenze genotipiche.

## La creazione di piante transgeniche
Il paradigma biotecnologico rovescia l'approccio al miglioramento genetico: se fino a oggi si modificava in modo casuale e solo in un secondo momento avveniva la ricerca e selezione dei caratteri desiderati, oggi i biotecnologi si propongono di comprendere prima della modificazione i meccanismi di base dei caratteri che si intendono modificare e quindi di modificare o inserire solo quei geni che li controllano.
Per inserire frammenti di DNA nelle piante possono essere utilizzate diverse tecniche, tra cui metodi biologici, impiegando l'agrobatterio (Agrobacterium tumefaciens), un microorganismo innocuo per l'uomo e molto diffuso in natura che possiede la capacità di trasferire alcuni suoi geni alle piante, oppure metodi fisici, utilizzando la biobalistica, ovvero "sparando" microproiettili ricoperti di DNA dentro le cellule vegetali.
Dal momento che le cellule vegetali contengono al loro interno dei plastidi dotati di un proprio corredo genetico (peraltro di tipo procariota), è possibile modificare questo. Le piante così ingegnerizzate sono dette Transblastoniche.

## Confronto tra metodologie tradizionali e nuove
Le nuove tecniche di miglioramento basate sulla trasformazione genetica presentano due sostanziali differenze rispetto al miglioramento genetico tramite incrocio:
1. Specificità: la tecnologia è estremamente specifica, ovvero vengono inseriti solo i geni di interesse, mentre la riproduzione sessuale trasferisce (e "rimescola"), oltre al gene di interesse, migliaia di altri geni, della maggior parte dei quali non si conosce la sequenza e la funzione.
2. Posizione del transgene nel genoma: In generale non è possibile prevedere a priori per le piante in quale posizione del genoma dell'ospite si inserirà il transgene (frammento di DNA inserito). È però possibile identificare con precisione la sua posizione dopo averlo trasferito.

Sintetizzando dunque i due approcci, possiamo dire che gli incroci convenzionali chiamano in causa l'organismo intero, le tecniche di propagazione clonale si rivolgono alle cellule e l'ingegneria genetica si limita a modificare singole parti di DNA del genoma.

## Scopo delle piante transgeniche
I campi nei quali le piante transgeniche vengono usate maggiormente a fini sperimentali sono quelli dei vaccini (sono state prodotte piante con antigeni di tantissimi agenti eziologici di malattie quali ad esempio AIDS, papilloma virus, epatiti, carie dentale, vaiolo), del biorisanamento di siti contaminati e della genomica funzionale (per scoprire cioè le funzioni di geni e proteine poco conosciute).
La prima pianta transgenica posta in vendita fu ufficialmente il FlavrSavr (in USA nel 1994), un pomodoro modificato per rallentare il processo di decomposizione.
Sono molti i geni oggi identificati che presentano potenziali applicazioni sia nel settore propriamente agricolo sia in quello più ampio del molecular farming (la produzione di sostanze industriali o farmecutiche dalle piante).
Tra le applicazioni già in commercio o comunque prossime alla commercializzazione si trovano piante con caratteri di:
1. tolleranza a stress atmosferici:
  - temperature estreme;
  - salinità:
  - siccità e inondazioni;

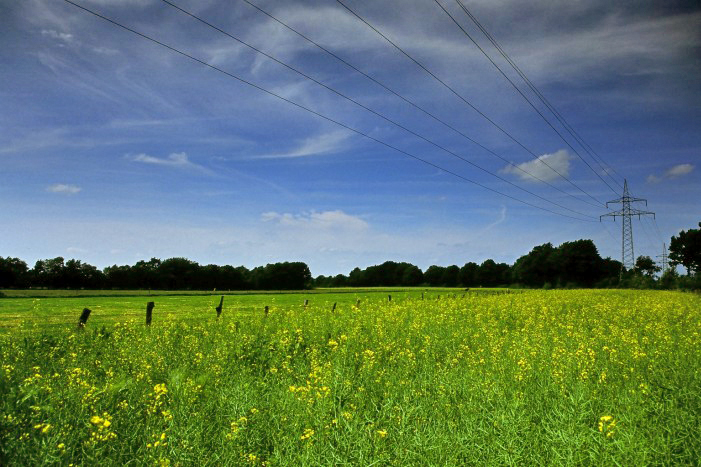
Un campo di colza

2. resistenza a virus, funghi e batteri;
3. aumento della qualità e quantità del raccolto;
4. tolleranza a erbicidi;
5. resistenza agli insetti;
6. produzione di sostanze come farmaci, vaccini, tessuti e materiali.

La lista è largamente incompleta e in continua evoluzione, esiste comunque un database che contiene un elenco aggiornato degli eventi autorizzati (Agbios).
Se si osserva la diffusione commerciale di piante transgeniche, che oggi investe a livello mondiale circa 160 milioni di ettari, pari a circa 10 volte la superficie agricola italiana, si nota comunque come il 99% di esse sia rappresentato da sole 4 varietà: soia, mais, cotone e colza modificate per ottenere la tolleranza agli erbicidi (principalmente al glyphosate o al glufosinato, cosiddetti erbicidi ad ampio spettro) o la resistenza ad alcuni insetti (ad esempio la piralide o la diabrotica per il mais).

## Diffusione delle piante transgeniche
Secondo i dati diffusi dall'ISAAA (International Service for the Acquisition of Agri-biotechnology Applications) nel 2005 le piante transgeniche occupavano più di 81 milioni di ettari (pari a circa 190 milioni di campi da calcio), concentrati prevalentemente negli Stati Uniti, Argentina, Canada, Brasile e Cina. In tutte le nazioni d'Europa vengono coltivate piante transgeniche a fini sperimentali in condizioni controllate, vi sono anche piccole coltivazioni in campo aperto in Germania, Francia, Spagna, Repubblica Ceca, Romania, Bulgaria e altre nazioni dell'Europa orientale.
Sempre secondo la stessa fonte nel 2006 la superficie totale dei biotech crops è di 102 milioni di ettari con un incremento del 135 rispetto all'anno precedente. Il numero dei Paesi interessati è salito a 22 di cui 11 paesi industrializzati e 11 in via di sviluppo. Detti 22 Paesi rappresentano il 55% della popolazione mondiale e il 52% della terra arabile del mondo.
La graduatoria mondiale vedeva:

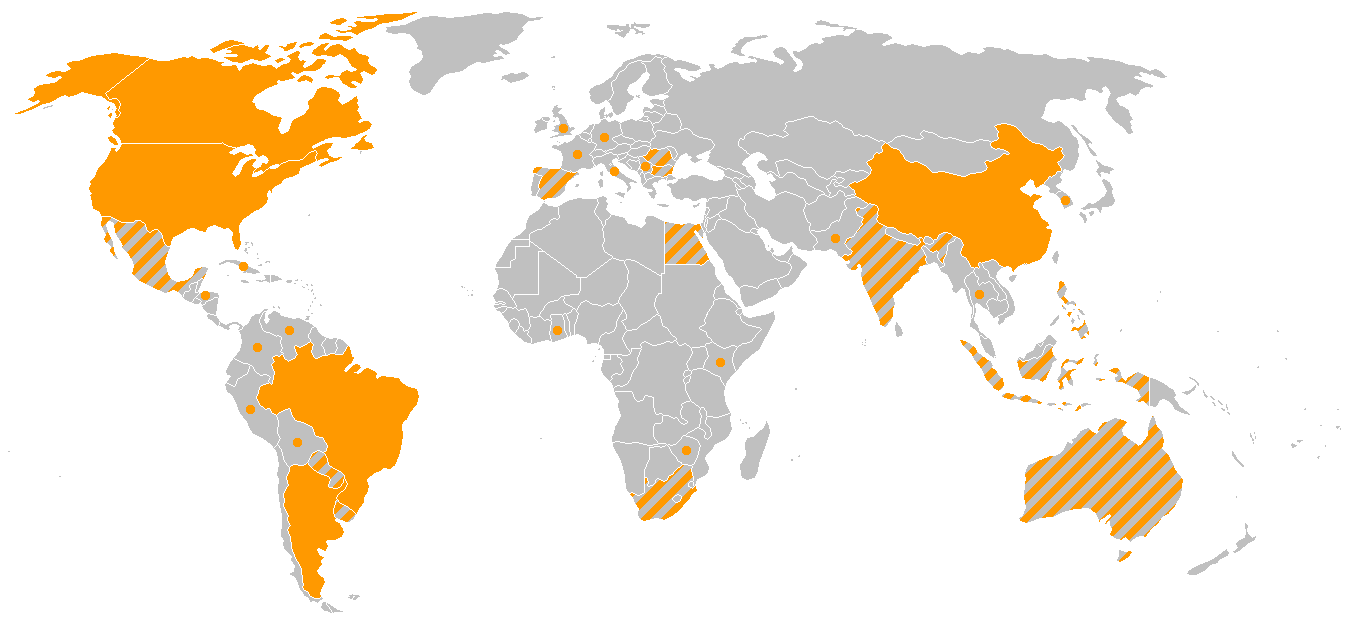
Distribuzione globale delle coltivazioni OGM (2005)

- Stati Uniti: 54,6 milioni di ettari
- Argentina: 18 milioni di ettari
- Brasile: 11,5 milioni di ettari
- Canada: 6,1 milioni di ettari
- India: 3,8 milioni di ettari
- Cina: 3,5 milioni di ettari

## Presunti rischi e relativo dibattito
C'è ampio consenso in ambito scientifico nel ritenere che i cibi OGM non presentino rischi maggiori di quanti ne presenti il normale cibo.
Non esistono infatti studi o report che documentino un qualche danno alla popolazione derivato da cibi OGM.
Ciononostante a livello europeo esistono delle linee guida volte a indicare quali potenziali rischi vanno valutati prima di diffondere nell'ambiente un OGM e prevede una valutazione preventiva dei seguenti aspetti:
Rischi ambientali:
- Cambiamenti nell'interazione tra pianta e ambiente biotico:
  - Persistenza e invasività
  - Vantaggi o svantaggi selettivi
  - Trasferimento di geni
  - Interazioni con organismi target (esempio induzione di resistenza negli insetti infestanti cui le piante sono resistenti)
  - Interazioni con organismi non-target (esempio effetti su api e altri insetti non infestanti, con conseguenze sulla biodiversità)
  - Interazioni con l'ecosistema del suolo con conseguenti effetti biogeochimici
- Cambiamenti nell'interazione tra pianta e ambiente abiotico:
  - Alterazioni nelle emissioni di gas serra
  - Alterazioni nella sensibilità a effetti climatici
  - Alterazioni nella sensibilità a fattori abiotici del suolo (salinità, minerali...)

Rischi per la salute umana o animale:
- Effetti tossicologici
  - Effetti tossici delle proteine sintetizzate dai geni inseriti
  - Effetti tossici di costituenti diversi dalle proteine
- Allergenicità
- Cambiamenti nel valore nutritivo
- Trasferimento di antibioticoresistenza